# Premio Paul Ehrlich y Ludwig Darmstaedter

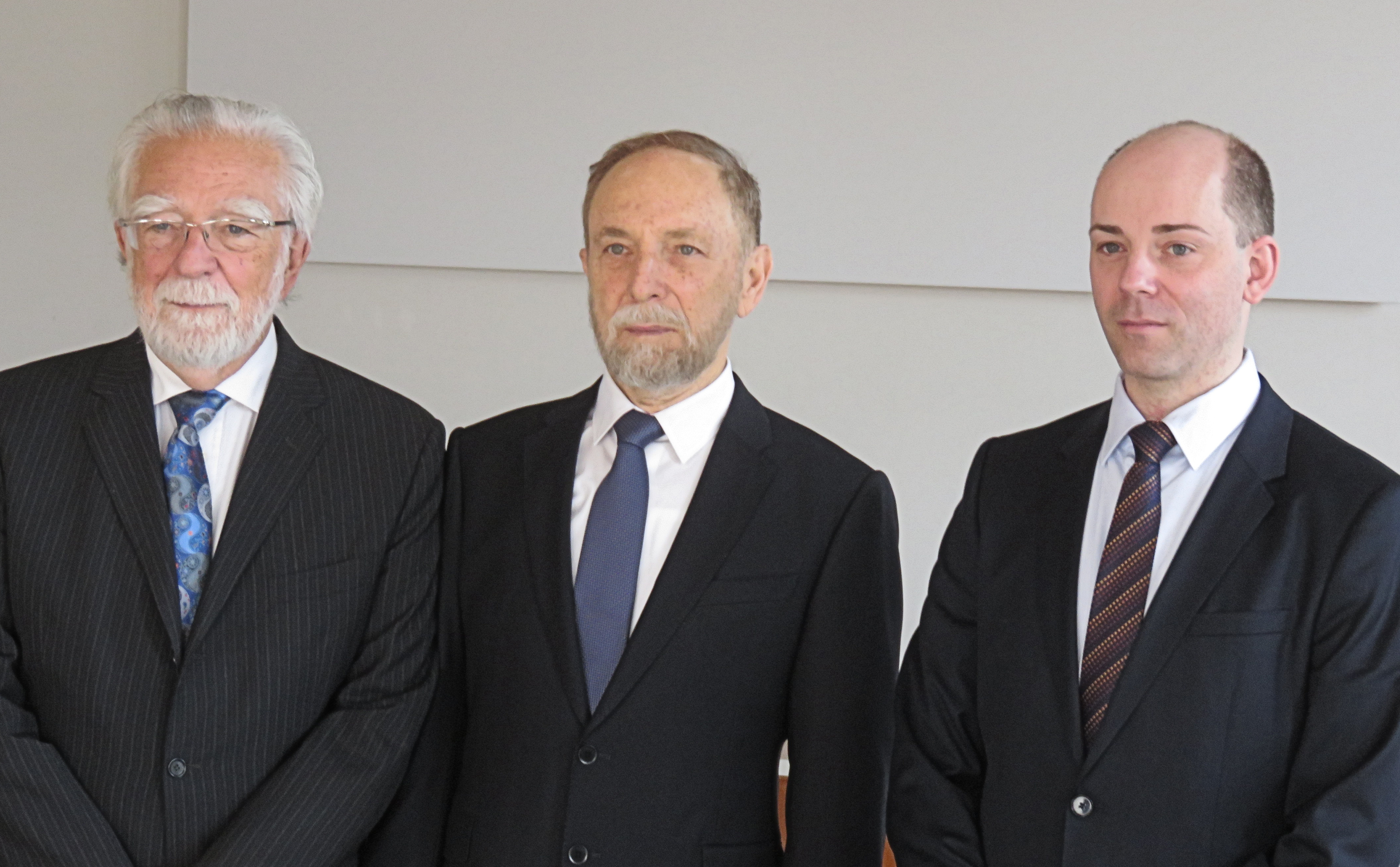
Desde la izquierda: Anthony Cerami, David Wallach, Tim Julius Schulz.

El Premio Paul Ehrlich y Ludwig Darmstaedter es un galardón anual concedido por la Fundación Paul Ehrlich desde 1952 a investigaciones en medicina. Está dotado con 120.000 euros. La ceremonia de entrega del premio se celebra tradicionalmente el 14 de marzo, día del cumpleaños del premio Nobel Paul Ehrlich, en la iglesia de St. Paul, Frankfurt am Main.
Investigadores de todo el mundo son premiados en los siguientes campos de la medicina: inmunología, investigación del cáncer, hematología, microbiología y quimioterapia experimental y clínica.
Es uno de los premios de medicina más importantes e internacionalmente distinguidos de Alemania.
Algunos de los ganadores del premio recibieron más tarde el Premio Nobel.

## Lista de ganadores
- 1952
  - Gerhard Eissner, Tübingen
  - Wolf-Helmut Wagner, Nonnenhorn
- 1953
  - Adolf Butenandt, Múnich
- 1954
  - Ernst Boris Chain, Londres
- 1956
  - Gerhard Domagk, Elberfeld
- 1958
  - Richard Johann Kuhn, Heidelberg
- 1960
  - Felix Haurowitz, Bloomington
- 1961
  - Albert Hewett Coons, Boston
  - Günther Heymann, Langen
  - Örjan Ouchterlony, Gotemburgo
  - Jacques Oudin, París
- 1962
  - Otto Heinrich Warburg, Berlín
- 1963
  - Helmut Holzer, Friburgo de Brisgovia
  - Lothar Jaenicke, Colonia
  - Detlev Kayser, Berlín
  - Tullio Terranova, Roma
- 1964
  - Fritz Kauffmann, Copenhague
- 1965
  - Otto Lüderitz, Friburgo de Brisgovia
  - Léon Le Minor, París
  - Ida Ørskov, Copenhague
  - Frits Ørskov, Copenhague
  - Bruce Stocker, Stanford
- 1966
  - Francis Peyton Rous, Nueva York
- 1967
  - Wilhelm Bernhard, Villejuif
  - Renato Dulbecco, San Diego
- 1968
  - Walter Thomas James Morgan, Londres
  - Otto Westphal, Montreux
- 1969
  - Hiroshi Nikaido, Boston
  - Anne-Marie Staub, París
  - Winifred M. Watkins, Londres
- 1970
  - Ernst Ruska, Berlín
  - Helmut Ruska, Düsseldorf
- 1971
  - Albert Claude, Bruselas
  - Keith R. Porter, Boulder
  - Fritiof S. Sjöstrand, Los Angeles
- 1972
  - Denis Parsons Burkitt, Londres / Uganda
  - Jan Waldenström, Malmö
- 1973
  - Michael Anthony Epstein, Bristol
  - Kimishige Ishizaka, Baltimore
  - Dennis H. Wright, Southampton
- 1974
  - James L. Gowans, Oxford
  - Jacques Miller, Melbourne
- 1975
  - George Bellamy Mackaness, Saranac Lake
  - Avrion Mitchison, Londres
  - Morten Simonsen, Copenhague
- 1976
  - Georges Barski, Villejuif
  - Boris Ephrussi, Gif-sur-Yvette
- 1977
  - Torbjörn Caspersson, Estocolmo
  - John B. Gurdon, Cambridge
- 1978
  - Ludwik Gross, Nueva York
  - Werner Schäfer, Tubinga
- 1979
  - Arnold Graffi, Berlín
  - Otto Mühlbock, Ámsterdam
  - Wallace P. Rowe, Bethesda
- 1980
  - Akiba Tomoichirō, Saitama
  - Hamao Umezawa, Tokio
- 1981
  - Stanley Falkow, Seattle
  - Susumu Mitsuhashi, Maebashi
- 1982
  - Niels Kaj Jerne, Castillon-du-Gard
- 1983
  - Peter C. Doherty, Canberra
  - Michael Potter, Bethesda
  - Rolf Zinkernagel, Zúrich
- 1984
  - Piet Borst, Ámsterdam
  - George A. M. Cross, Nueva York
- 1985
  - Ernest Bueding, Baltimore
  - Louis H. Miller, Bethesda
  - Ruth Sonntag Nussenzweig, Universidad de Nueva York
- 1986
  - Abner L. Notkins, Bethesda
- 1987
  - Jean-François Borel, Basilea
  - Hugh O'Neill McDevitt, Stanford
  - Felix Milgrom, Búfalo
- 1988
  - Peter K. Vogt, Los Angeles
- 1989
  - Stuart A. Aaronson, Bethesda
  - Russell F. Doolittle, Universidad de California en San Diego
  - Thomas Graf, Heidelberg
- 1990
  - R. John Collier, Boston
  - Alwin Max Pappenheimer, Jr., Cambridge, Massachusetts
- 1991
  - Rino Rappuoli, Siena
  - Michio Ui, Tokio
- 1992
  - Manfred Eigen, Gotinga
- 1993
  - Philippa Marrack, Denver
  - John W. Kappler, Denver
  - Harald von Boehmer, Basilea
- 1994
  - Peter M. Howley, Boston
  - Harald zur Hausen, Heidelberg
- 1995
  - Stanley Prusiner, San Francisco
- 1996
  - Pamela J. Bjorkman, Pasadena
  - Hans-Georg Rammensee, Heidelberg
  - Jack L. Strominger, Cambridge, Massachusetts
- 1997
  - Barry Marshall, Perth, Australia Occidental
  - John Robin Warren, Perth, Australia Occidental
- 1998
  - David P. Lane, Dundee
  - Arnold J. Levine, Universidad de Princeton
  - Bert Vogelstein, Baltimore
- 1999
  - Robert Charles Gallo, Baltimore
- 2000
  - H. Robert Horvitz, Cambridge, Massachusetts
  - John F. R. Kerr, Brisbane
- 2001
  - Stephen C. Harrison, Cambridge, Massachusetts
  - Michael G. Rossmann, West Lafayette
- 2002
  - Craig Venter, Rockville
- 2003
  - Richard A. Lerner, La Jolla
  - Peter G. Schultz, La Jolla
- 2004
  - Tak Wah Mak, Universidad de Toronto
  - Mark M. Davis, Universidad Stanford
- 2005
  - Ian Wilmut, Instituto Roslin, Edimburgo
- 2006 
  - Craig Mello, Instituto Médico Howard Hughes y la Facultad de Medicina de Massachusetts en Worcester, Massachusetts
  - Andrew Z. Fire, Universidad Stanford
- 2007
  - Ada Yonath,  Instituto Weizmann de Ciencias, Rehovot, Israel
  - Harry Noller, Universidad de California en Santa Cruz, USA
- 2008
  - Tim Mosmann, Universidad de Rochester
- 2009
  - Elizabeth Blackburn, Universidad de California en San Francisco
  - Carol W. Greider, Universidad Johns Hopkins, Baltimore
- 2010 
  - Charles Dinarello, Universidad de Colorado en Denver
- 2011
  - Cesare Montecucco, Universidad de Padua
- 2012 
  - Peter Walter, Universidad de California en San Francisco
- 2013
  - Mary-Claire King, Universidad de Washington, Seattle
- 2014
  - Michael Reth, University of Freiburg[2]
- 2015
  - James P. Allison, Universidad de Texas, Houston
  - Carl H. June, Facultad de Medicina Perelman de la Universidad de Pensilvania
- 2016 
  - Emmanuelle Charpentier, Instituto Max Planck de Biología de las Infecciones, Berlín, y la Universidad de Umeå
  - Jennifer Doudna, Universidad de California en Berkeley
- 2017
  - Yuan Chang, Instituto del Cáncer de la Universidad de Pittsburgh
  - Patrick S. Moore, Instituto del Cáncer de la Universidad de Pittsburgh
- 2018
  - Anthony Cerami, Araim Pharmaceuticals, Tarrytown, Nueva York
  - David Wallach, Instituto Weizmann de Rehovot[1][3]
- 2019
  - Franz-Ulrich Hartl, Sociedad Max Planck, Múnich
  - Arthur L. Horwich, Escuela de Medicina Yale[4]
- 2020
  - Shimon Sakaguchi, Universidad de Osaka, Japón[5][6]
- 2021
  - Michael R. Silverman, Instituto Agouron Emérito en La Jolla
  - Bonnie Bassler, Universidad de Princeton e Instituto Médico Howard Hughes[7][8]
- 2022
  - Katalin Karikó, Universidad de Pensilvania
  - Özlem Türeci, BioNTech in Mainz (Alemania) and
  - Uğur Şahin, BioNTech in Mainz (Alemania)[9]
- 2023
  - Frederick W. Alt, Escuela de Medicina Harvard
  - David G. Schatz, Facultad de Medicina de Yale[10][11][12]
- 2024 Dennis Kasper, Facultad de Medicina de Harvard[13]